# ظفرة
الظفرة (بالإنجليزية: Pterygium)‏ كلمة تشير إلى أي غشاء مثلث الشكل شكله يشبه "الجناح" وقد يتواجد في الرقبة، أو العيون، أو الركبتين، أو المرفقين، أو الكاحلين أو الأصابع.

## التسمية
مصطلح «الظفرة» في الاسم العلمي الأجنبي يأتي من الكلمة اليونانية pterygion الذي معناه: «جناح».

## أنواع الظفرة

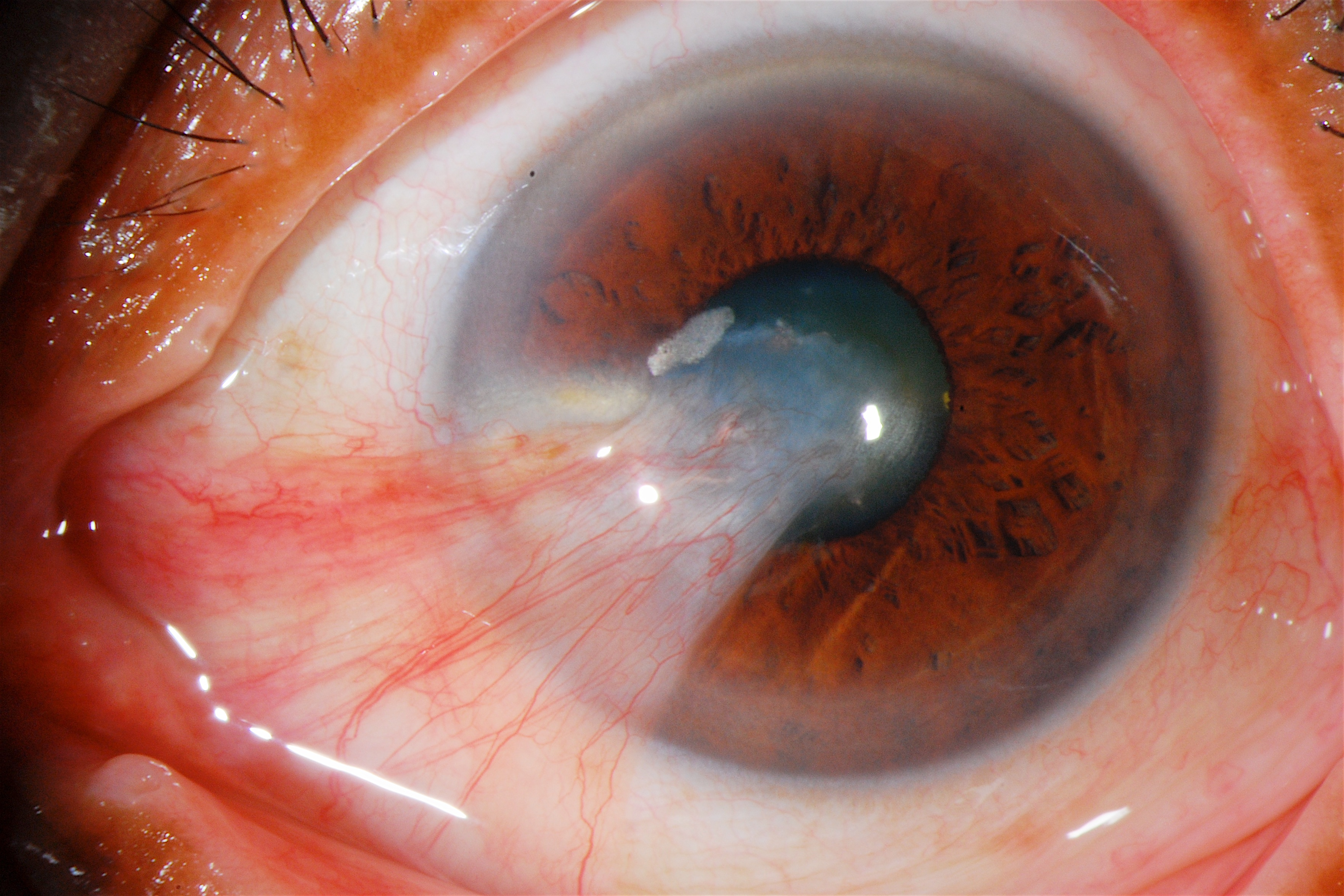
ظفرة كبيرة أولية، تهاجم حدقة العين.

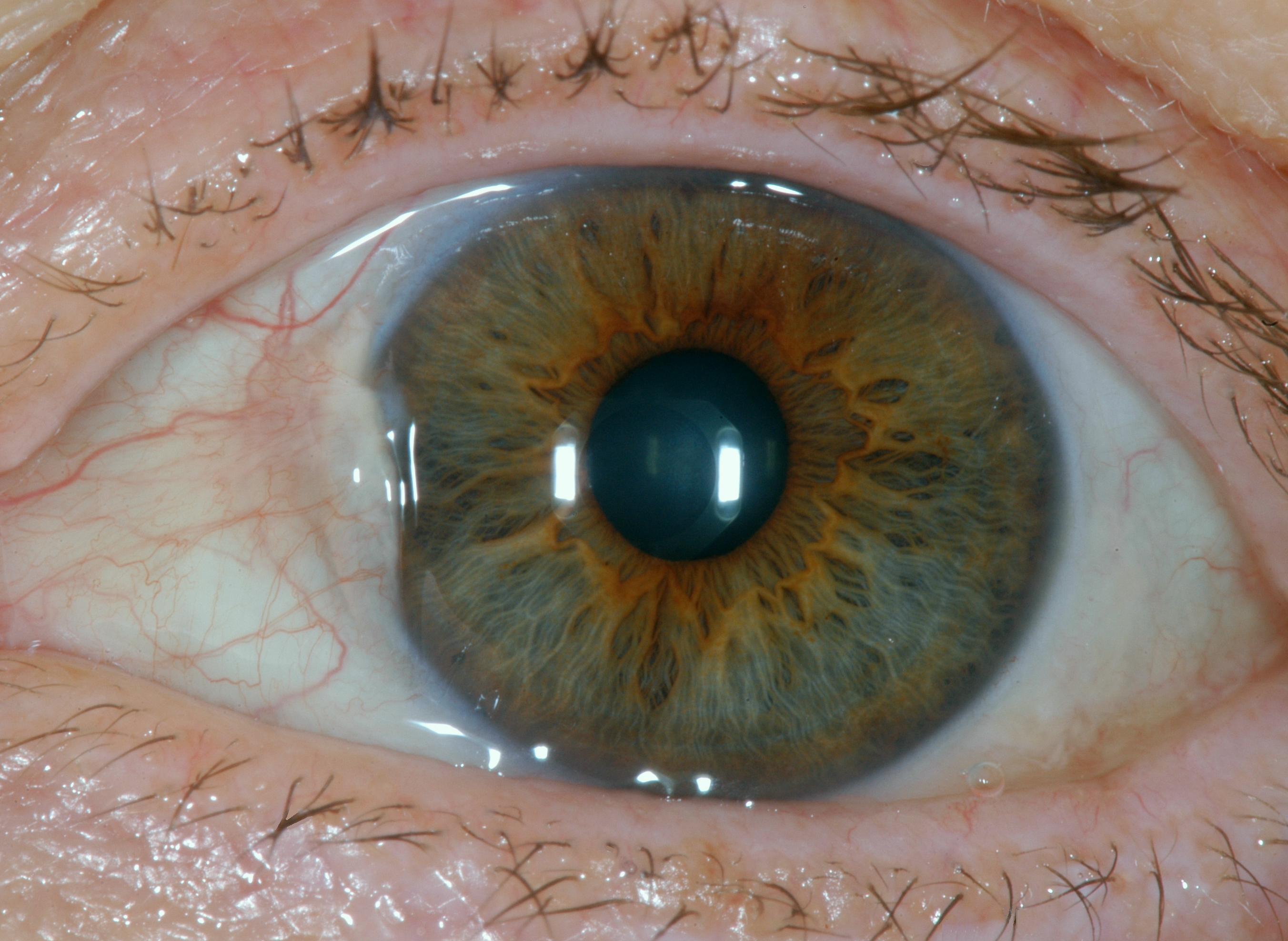
ظفرة صغيرة.

- «متلازمة الظفرة المأبضية» (بالإنجليزية: Popliteal pterygium syndrome)‏، وهي عائلية وراثية تصيب الساقين، أو الوجه، أو الأعضاء الجنسية.[2]
- «الظفرة» التي تصيب «الملتحمة» في العين.

تنمو ظفرة العين عند التعرض للأشعة فوق البنفسجية. وهي أكثر شيوعا لدى ذوي البشرة الفاتحة الذين يعيشون أقرب إلى خط الاستواء، خاصة في أنشطة الهواء الطلق.
مع ازدياد نمو ظفرة العين، فإنها تقوم باستبدال ظهارة القرنية وتجعل الطبقات السطحية التي تحتها تتآكل، والتي هي:
1. «غشاء بومان»
2. و«الصفائح السَدَوِيّة الأمامية للقرنية» (بالإنجليزية: anterior corneal stromal lamellae)‏.

وكلما كبرت الظفرة وازداد نموها، كلما سحبت معها القرنية وشوهتها أكثر فأكثر.

## الآثار
تقلل ظفرة العين من الرؤية بعدة طرق:
1. تشويه بصريات القرنية. ويبدأ هذا عادة عندما تصبح الظفرة أكبر من 2 ملم من حافة القرنية (حوف القرنية).
2. اضطراب «فِلْم الدموع» (بالإنجليزية: tear film)‏. «فِلْم الدموع» هو أول عدسة في العين. ترتبط ظفرة الملتحمة بالتهاب الجفن (بالإنجليزية: Blepharitis)‏.
3. نمو الظفرة على مركز القرنية، مما يؤدي إلى انخفاض هائل في الرؤية.
4. تندّب الجزء الأمامي من القرنية، والتي غالبا ما تبقى بعد الاستئصال الجراحي.

## الاستئصال الجراحي

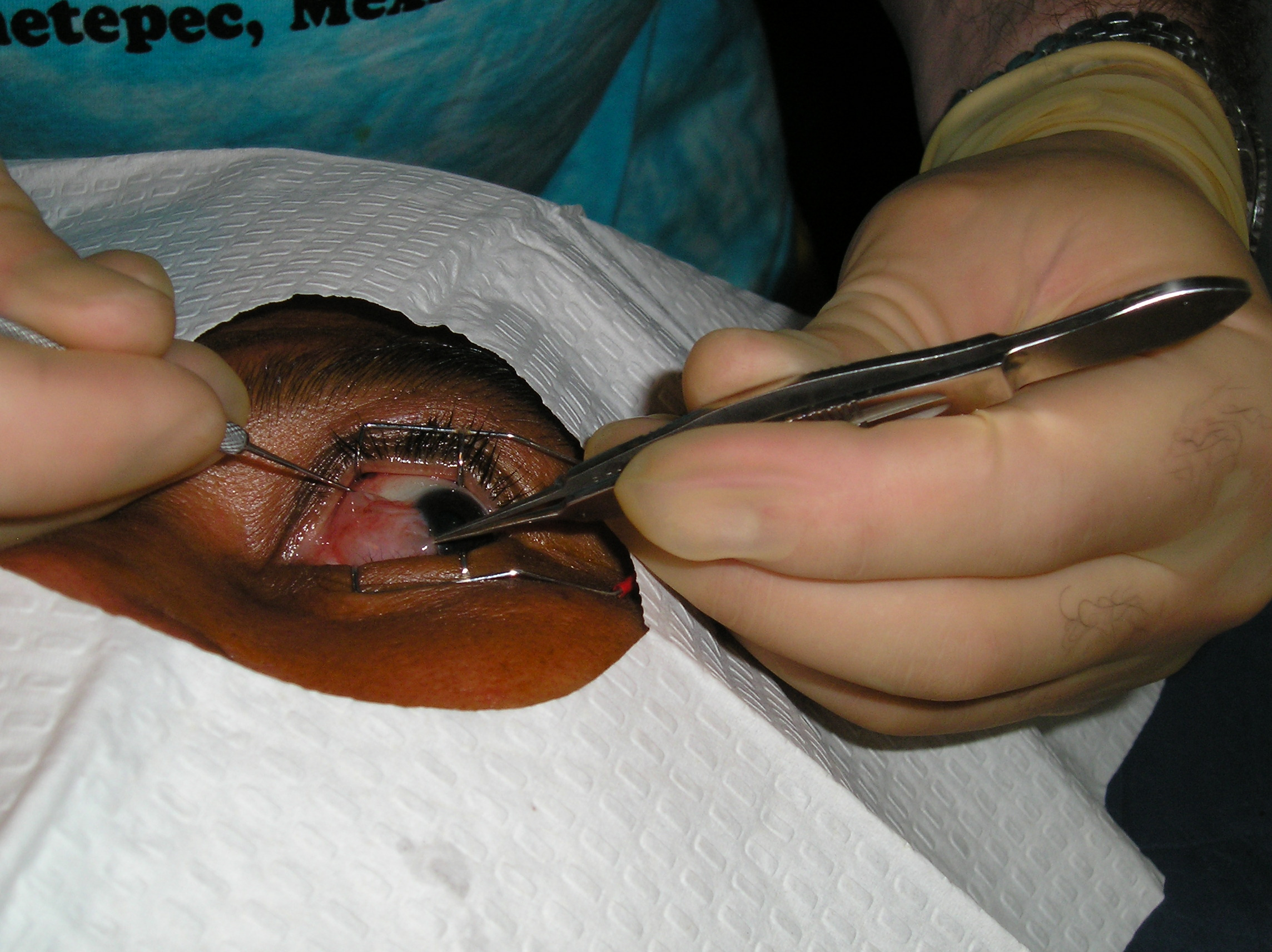
جراحة استئصال "ظفرة" في العين.

مؤشرات لزوم إجراء الجراحة، مرتبة من حيث الأهم فالأقل أهمية:
1. نمو الظفرة على القرنية.
2. انخفاض الرؤية بسبب تشوه القرنية.
3. النمو المطرد للظفرة.
4. أعراض عدم الراحة.
5. التجميل.

عادة ما يتم إجراء الجراحة تحت التخدير الموضعي مع إعطاء تهدئة خفيفة (بالإنجليزية: sedation)‏ كما في جراحة اليوم الواحد. يتم تقشير الظفرة بعناية بعيدا عن سطح العين. وإذا كان هذا هو فقط الإجراء الذي تم عمله في الجراحة، فإن الظفرة يُعاد تكوّنها مرة أخرى بعد الجراحة في كثير من الأحيان.
التقنية التي تكفل أدنى معدل تكرار لنشوء الظفرة مرة أخرى بعد الجراحة هي أخذ رقعة من الملتحمة من تحت الجفن، ثم وضعها فوق الجزء المخترب المتبقي بعد إزالة الظفرة. يمكن أن تُخاط الرقعة في المكان مما يستلزم وقتاً ويكون مؤلماً للمريض بعد ذلك.
هناك بديل، وهو استخدام نسيج لاصق بغراء الليفين (الفايبرين)، يُسمّى «تيسِّيل» (بالإنجليزية: Tisseel)‏، والذي يسمح بجراحة سريعة وألم أقل بعد الجراحة.
في دراسة سريرية مدتها 3 سنوات على استخدام مصفوفة كولاجين «أولوجين» (الاسم التجاري) كرقعة لمكان الإستئصال، ظهر تحسن كبير في معدل نجاح العمليات الجراحية. تعمل آلية «رقعة مصفوفة الكولاجين» (متوفر تجاريا باسم ®ologen) على تعزيز نمو الخلايا السليمة في المصفوفة، وبالتالي منع الملتحمة من فرط النمو الذي يُمكن أن يُغطي القزحية.

## التاريخ الطبيعي
تنمو ظفرة العين ببطء شديد، وعادة ما تستغرق عدة سنوات أو عقود لتتقدم الحالة.

## للمزيد من القراءة
- Campbell، Thomas Gordon (2014). "A radical treatment for surfer's eye". Case Reports. ج. 2014: bcr2014203896. DOI:10.1136/bcr-2014-203896. PMC:3975546. {{استشهاد بدورية محكمة}}: الوسيط غير المعروف |laysummary= تم تجاهله (مساعدة)